# Untenkatternberg
Untenkatternberg ist ein aus einer Hofschaft hervorgegangener Ortsteil der bergischen Großstadt Solingen in Nordrhein-Westfalen.

## Lage und Beschreibung
Untenkatternberg liegt im Westen des Stadtbezirks Burg/Höhscheid und gehört dem Stadtteil Höhscheid an. Der Ort liegt in der Art eines Straßendorfes am westlichen Ende der auf dem Katternberger Riedel verlaufenden Hossenhauser Straße, die als Kreisstraße 3 klassifiziert ist. Von dem Höhenzug fällt das Gelände in nördliche Richtung zum Nacker Bach hin ab, in südliche Richtung fällt es zum Pilghauser Bach ab. Neben Waldflächen wird der Ort auch von landwirtschaftlich genutzten Flächen umgeben.
Der Kernbereich des Ortes mit einigen Fachwerk- und Schiefergebäuden befindet sich im Bereich der Straße Untenkatternberg (Hausnummer 2 bis 11) sowie entlang eines Teils der Straße Pützfeld. Dort befindet sich auch die Wendeschleife der Linie 696 der Stadtwerke Solingen. Entlang der Hossenhauser Straße ist der Ort inzwischen mit den Nachbarorten Mittel- und Obenkatternberg zusammengewachsen, so dass Untenkatternberg nicht mehr als eigener Wohnplatz erkennbar ist.
Benachbarte Orte sind bzw. waren (von Nord nach West): Montanushof, Cronenmühle, Oben- und Mittelkatternberg, Michelshäuschen, Bernskotten, Neuenhaus, Neuenhauser Kotten, Nöhrenhaus, Nöhrenkotten, Delle und Nacker Küllenberg.

## Etymologie
Der Ortsname Katternberg ist vermutlich auf den weiblichen Vornamen Kathrin = Katharina zurückzuführen.

## Geschichte
Katternberg ist seit dem frühen 14. Jahrhundert nachweisbar, die urkundliche Ersterwähnung erfolgte im Jahre 1303 als Katterinberg.:2 Im Zehntverzeichnis der Abtei Alternberg von 1488 sind insgesamt fünf Höfe mit dem Namen Katterenberg verzeichnet.
Im Jahre 1715 ist Katternberg in der Karte Topographia Ducatus Montani, Blatt Amt Solingen, von Erich Philipp Ploennies mit fünf Hofstellen verzeichnet und als Caternberg benannt, darunter eine am heutigen Ort Untenkatternberg. Untenkatternberg wurde in den Ortsregistern der Honschaft Katternberg innerhalb des Amtes Solingen geführt, dessen Titularort Katternberg war. Die Topographische Aufnahme der Rheinlande von 1824 verzeichnet den Ort als IIItes Katternberg und die Preußische Uraufnahme von 1844 als Unt: Katternberg. In der Topographischen Karte des Regierungsbezirks Düsseldorf von 1871 ist der Ort als Unt Katternberg verzeichnet.
Nach Gründung der Mairien und späteren Bürgermeistereien 1808 gehörte der Ort zur Bürgermeisterei Höhscheid, die 1856 zur Stadt erhoben wurde und lag dort in der nach ihm benannten Flur I. Katternberg.
Mit der Städtevereinigung zu Groß-Solingen im Jahre 1929 wurde Untenkatternberg in die neue Großstadt Solingen eingemeindet. Aufgrund der baulichen Verdichtung seit der Nachkriegszeit ist der Ort entlang der Hossenhauser Straße mit dem Nachbarort Mittelkatternberg zusammengewachsen.

## Nahverkehr
In Untenkatternberg befindet sich die Wendeschleife der Dieselbuslinie 696 der Stadtwerke Solingen, die Katternberg mit der Solinger Innenstadt verbindet.
| Linie | Linienverlauf                                                                   |
| ----- | ------------------------------------------------------------------------------- |
| 696   | Graf-Wilhelm-Platz – Stübchen – Hossenhaus – Obenkatternberg – Untenkatternberg |